# Cicadoidea
Le cicale sensu lato (Cicadoidea) sono una superfamiglia cosmopolita di insetti dell'Ordine dei Rincoti Omotteri. Il nome comune cicala, in italiano, fa riferimento alla famiglia più rappresentativa, quella dei Cicadidae, ma per estensione comprende anche le sole due specie che formano la piccola e primitiva famiglia dei Tettigarctidae, comunemente chiamate, in inglese, hairy cicadas ("cicale pelose").

## Descrizione
I Cicadoidei sono facilmente riconoscibili per le loro dimensioni del corpo e per la conformazione del capo e delle ali.
Il capo è tozzo e largo quanto il torace; alla vista dorsale si presenta corto, con occhi ben distanziati e disposti alle estremità laterali. La regione fronto-clipeale è molto larga per il marcato sviluppo dell'anteclipeo; il profilo di quest'ultimo è marcatamente convesso e la superficie carenata trasversalmente. È provvisto di tre ocelli, disposti a triangolo sul vertice del capo, e di antenne brevi e sottili, con flagello composto generalmente da 5 segmenti progressivamente più corti passando dal basale a quello terminale.
Il torace è ampio, con pronoto largo, mesonoto ben sviluppato in larghezza e lunghezza e metanoto breve. Le ali sono ben sviluppate, interamente membranose, sia le anteriori sia le posteriori, e percorse da una ricca venatura. In genere sono trasparenti e glabre, ma in alcune specie possono essere colorate o pelose. Raramente sono opache e simili a emielitre, con una parte basale sclerificata come negli Eterotteri. A riposo sono ripiegate a tetto sull'addome e generalmente sono più lunghe di questo. Le zampe anteriori hanno i femori dilatati e provvisti di processi spinosi sul lato ventrale.
L'addome è affusolato posteriormente e quello delle femmine è provvisto di un robusto ovopositore in grado di perforare i tessuti vegetali lignificati.

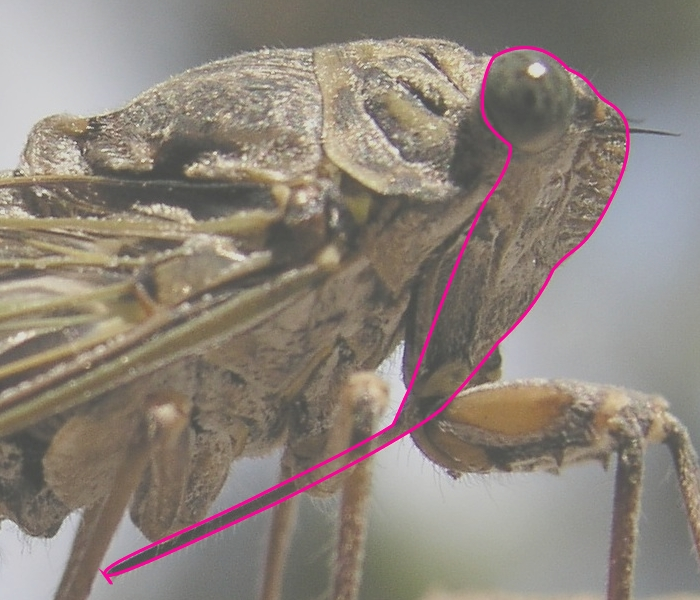
Profilo laterale del capo di una cicala.

La caratteristica generale più importante dei Cicadoidei è l'organo sonoro addominale, presente nei maschi. Ai lati del primo urite è presente una membrana vibrante, detta timballo, protetta esternamente da un'espansione del secondo urite, detta opercolo; la membrana è mossa internamente da un robusto muscolo, collegato al primo urosternite. Il sistema sonoro è integrato dal sistema tracheale, i cui sacchi aerei fungono da cassa acustica di amplificazione. In entrambi i sessi è inoltre presente, nella parte ventrale del primo urite, un organo uditivo formato da una membrana, detta timpano, protetta esternamente da un'espazione del metasterno. L'emissione del suono avviene per deformazione del timballo a seguito della contrazione del muscolo associato, seguita subito dopo dal rilascio e dalla riacquisizione della forma originaria per elasticità. L'alternanza fra contrazione e rilascio avviene ad un'elevata frequenza, tale da produrre un forte e ripetitivo suono, detto frinito o, comunemente, canto delle cicale.
Nei Tettigarctidae l'organo sonoro è presente sia nei maschi sia nelle femmine, ma è rudimentale e poco funzionale. In queste specie la comunicazione avviene trasmettendo la vibrazione del timballo al substrato su cui poggia l'insetto che viene poi rilevata per mezzo di sensilli localizzati nei tarsi.

## Sistematica

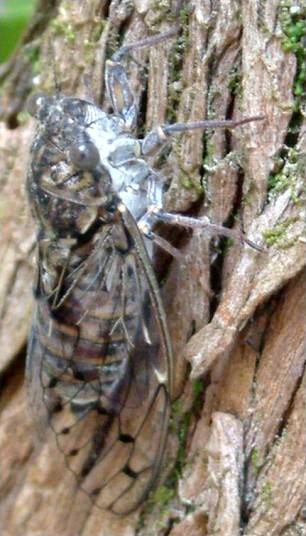
Cicada orni, detta comunemente "cicala grande".

La superfamiglia, largamente distribuita nel mondo, con particolare riferimento alle regioni tropicali e subtropicali, comprende circa 2600 specie. La tassonomia interna della superfamiglia è controversa; due sono gli indirizzi adottati dai diversi Autori fra la fine degli anni ottanta e gli anni novanta.
Lo schema tassonomico più largamente accettato suddivide la superfamiglia in due famiglie:
- Cicadidae. Rappresenta la quasi totalità dei Cicadoidei viventi e si suddivide, secondo gli orientamenti più diffusi, in cinque sottofamiglie:
  - Cicadinae
  - Platypediinae
  - Plautillinae
  - Tettigadinae
  - Tibicininae
- Tettigarctidae. Rappresentata quasi completamente da specie fossili, attualmente è rappresentata dalla sola sottofamiglia Tettigarctinae, a sua volta costituita da due sole specie facenti capo al genere Tettigarcta.

Un altro schema tassonomico eleva invece alcuni taxa inferiori dei Cicadidae al rango di famiglia. Secondo questo schema, la superfamiglia si suddivide in quattro famiglie:
- Tettigarctigae
- Plautilidae
- Cicadidae
- Tibicinidae